# Kurt Landau
Kurt Landau, född 29 januari 1903 i Wien i Österrike-Ungern, död 23 september 1937 i Barcelona i Spanien, var en österrikisk kommunist, trotskist och författare. Han tillhörde vänsteroppositionen.

## Biografi
Kurt Landau föddes i Wien år 1903. Han var son till vinhandlaren Abraham Simon (1872–1940) och Rosa Feldmann (1878–1935); fadern mördades i ett koncentrationsläger. 
Han studerade i Wien och blev 1921 medlem i Österrikes kommunistiska parti (KPÖ). Inom kort blev Landau chef för partiets agitprop-avdelning och därtill redaktör vid tidningen Die Rote Fahne. Han ställde sig på Trotskijs sida och opponerade sig mot den begynnande stalinismen. År 1927 blev han utesluten ur KPÖ.
Landau och andra uteslutna medlemmar grundade Kommunistische Opposition-Marxistisch-Leninistische Linke (KPÖ(O)) och man utgav Der Neue Mahnruf. Olika fraktioner inom detta parti stred mot varandra; polariseringen mellan Landau och Josef Frey var särskilt påtaglig. Landau blev utesluten ur KPÖ(O) och grundade då Gruppe Funke, som även gick under namnet Landau-Gruppe.
År 1929 emigrerade Landau till Tyskland och bosatte sig i Berlin med sin hustru Julia; kort efter Adolf Hitlers utnämning till Tysklands rikskansler i januari 1933 gick paret i exil till Paris. I juli 1936 utbröt spanska inbördeskriget och Kurt och Julia Landau reste då till Barcelona, där de arbetade för POUM. Kurt Landau ingick i redaktionen för tidningen La Batalla.
I september 1937 kidnappades Landau och försvann. Hans död är oklar. Enligt en teori blev han torterad och mördad av NKVD-agenter på order av Stalin.